# Stamperia Valdonega
Stamperia Valdonega è una tipografia e casa editrice italiana fondata da Giovanni Mardersteig nel 1948.

## Storia
Sull'esperienza dell'Officina Bodoni nata a Lugano nel 1922, l'azienda iniziò la sua attività a Verona, dove fu costruito un primo piccolo edificio nel quartiere Valdonega, nome assunto anche dall'azienda. La Stamperia iniziò la produzione nel 1948 con l'impianto di macchine fonditrici per la produzione diretta dei caratteri di stampa, e macchine tipografiche Monotype e pianocilindriche Johannisberg.
Nel 1952 lo stabilimento fu ampliato e vennero stipulati contratti con alcune case editrici come la Riccardo Ricciardi, l'Editrice Antenore, la Adelphi, la Sansoni, la Collins Publishers, la Folio Society, la Tauchnitz Edition, la Hoffmann & Campe, la Hanser Verlag, la Propylän Verlag, la Limited Editions Club e la New Directions.
Alla morte del fondatore nel 1977 l'azienda mantiene invariata la sua linea sotto la guida del figlio Martino Mardersteig.
Nel 1984 il Metropolitan Museum di New York dedica all'azienda una mostra intitolata The Mardersteig's Work in the Stamperia Valdonega. Nel 1991 il Grolier Club organizza una seconda mostra. Nel 1995 l'attività venne spostata ad Arbizzano in uno stabilimento più ampio e funzionale.
Dall'inizio del 2007 è stata acquisita  dal Gruppo SIZ.

## La casa editrice
Insieme con l'attività tipografica, la stamperia ha prodotto negli anni una serie di edizioni col marchio Edizioni Valdonega, inizialmente in maniera occasionale: nel 1954 pubblicò la Storia politica di Verona di Carlo Cipolla, nel 1956 il Discorso sull'Umanesimo italiano di Carlo Dionisotti e nel 1964 l'edizione degli Studi di bibliografia e di storia in onore di Tammaro De Marinis.
Dalla fine degli anni settanta iniziò un'attività più continuativa; tra le edizioni principali si ricordano il Carteggio dell'ing. Carlo Emilio Gadda con l'Ammonia Casale; Tutte le opere di Niccolò Machiavelli, in undici volumi, con la Bibliografia Machiavelliana; L'Autore e il suo editore di Sigfried Unseld, direttore delle case editrici tedesche Suhrkamp e Insel (in coedizione con Adelphi); Giovanni Mardersteig. Stampatore, editore, umanista;  Italian writing Books: Renaissance to Baroque di Stanley Morison Early; il Cimelio tipografico-pittorico di Gian Battista Bodoni, facsimile di un'opera esistente in un unico esemplare e stampata da Bodoni come dono per Napoleone Bonaparte e Maria Luigia; la prima monografia in lingua italiana su Hermann Zapf, calligrafo, disegnatore di caratteri da stampa e per computer; La riforma pretridentina della diocesi di Verona di Gian Matteo Giberti.